# Clermont (Haute-Savoie)
Pour les articles homonymes, voir Clermont.
Clermont-en-Genevois redirige ici.
Ne doit pas être confondu avec Clermont-Ferrand.
Clermont est une commune française située dans le département de la Haute-Savoie, en région Auvergne-Rhône-Alpes.

### Situation

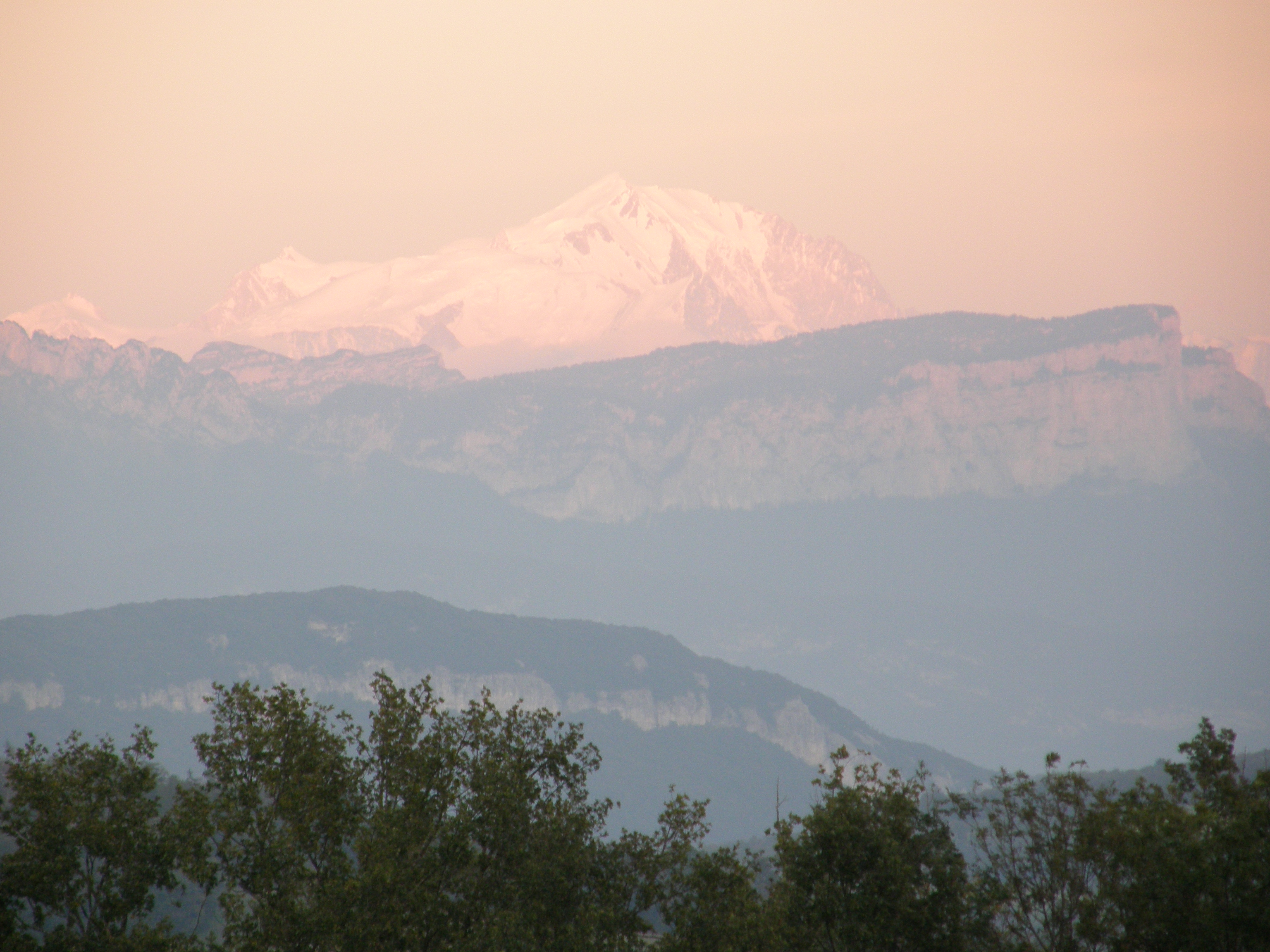
Vue sur le mont Blanc.

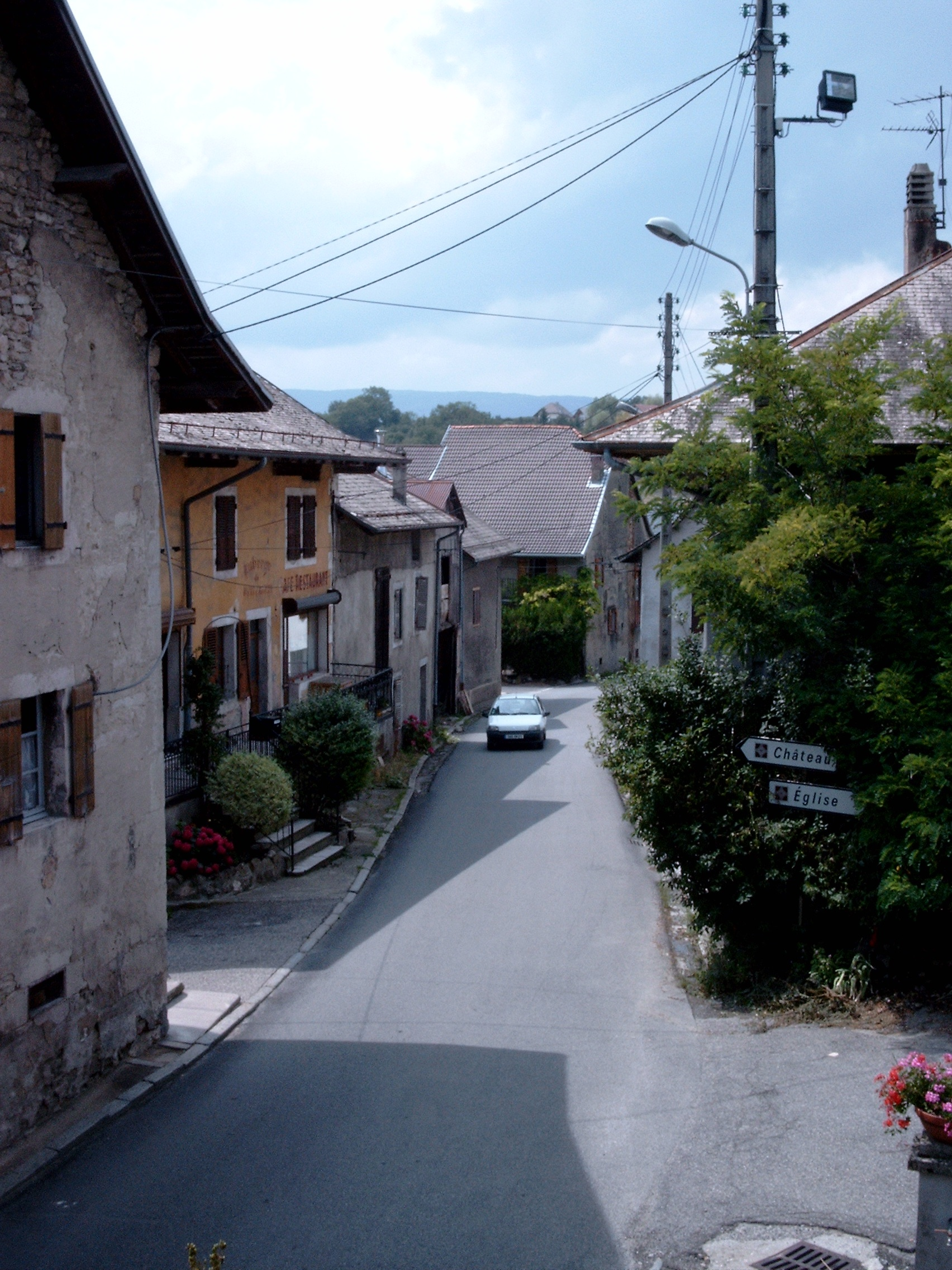
La rue principale.

## Urbanisme

### Typologie
Au 1er janvier 2024, Clermont est catégorisée commune rurale à habitat dispersé, selon la nouvelle grille communale de densité à sept niveaux définie par l'Insee en 2022.
Elle est située hors unité urbaine. Par ailleurs la commune fait partie de l'aire d'attraction de Genève - Annemasse (partie française), dont elle est une commune de la couronne,. Cette aire, qui regroupe 158 communes, est catégorisée dans les aires de 700 000 habitants ou plus (hors Paris),.

### Occupation des sols
L'occupation des sols de la commune, telle qu'elle ressort de la base de données européenne d’occupation biophysique des sols Corine Land Cover (CLC), est marquée par l'importance des territoires agricoles (79,9 % en 2018), en diminution par rapport à 1990 (82,3 %). La répartition détaillée en 2018 est la suivante : 
terres arables (50,5 %), zones agricoles hétérogènes (28,6 %), forêts (16,1 %), zones urbanisées (4 %), prairies (0,7 %).
L'IGN met par ailleurs à disposition un outil en ligne permettant de comparer l’évolution dans le temps de l’occupation des sols de la commune (ou de territoires à des échelles différentes). Plusieurs époques sont accessibles sous forme de cartes ou photos aériennes : la carte de Cassini (XVIIIe siècle), la carte d'état-major (1820-1866) et la période actuelle (1950 à aujourd'hui).

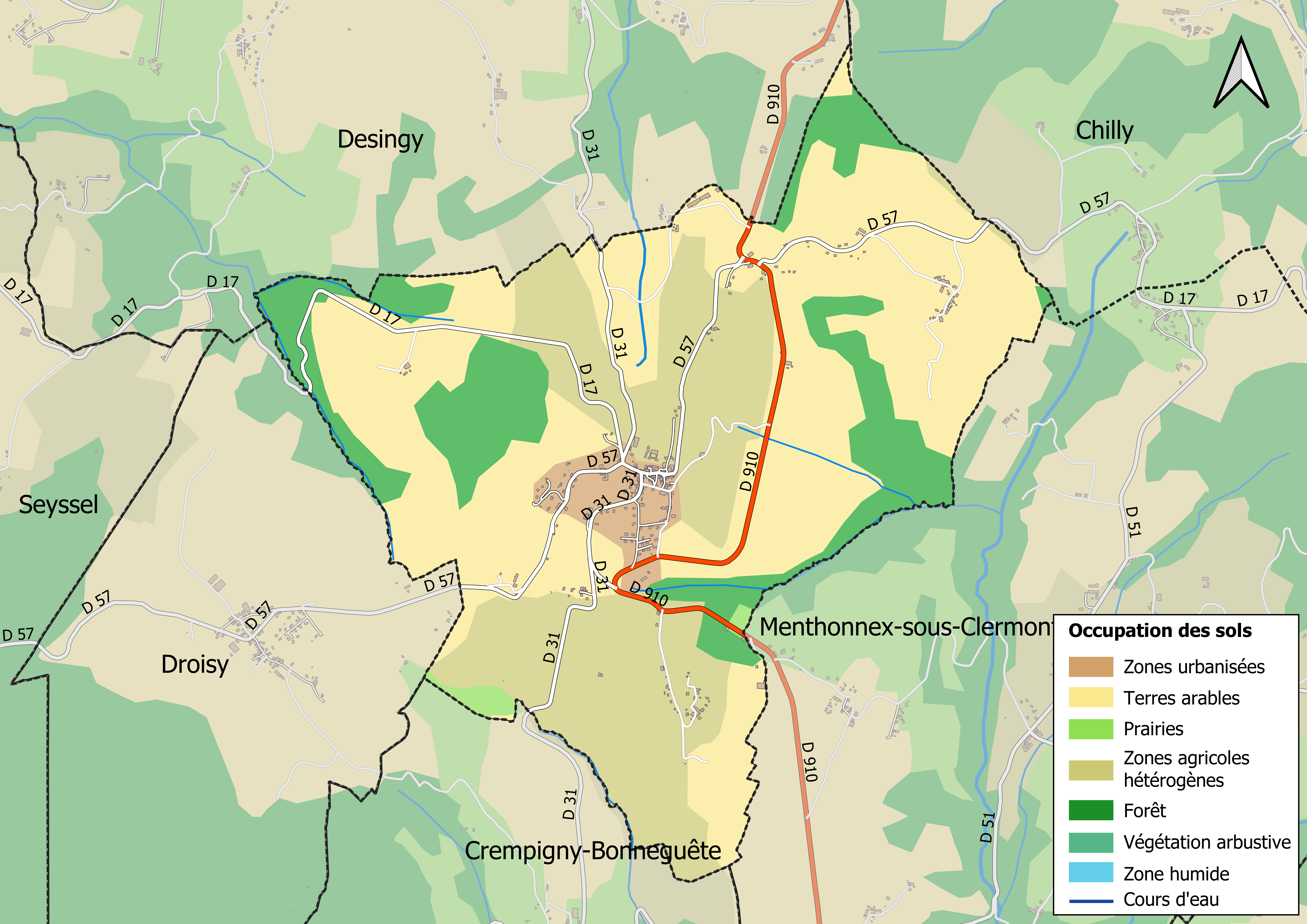
Carte des infrastructures et de l'occupation des sols en 2018 (CLC) de la commune.
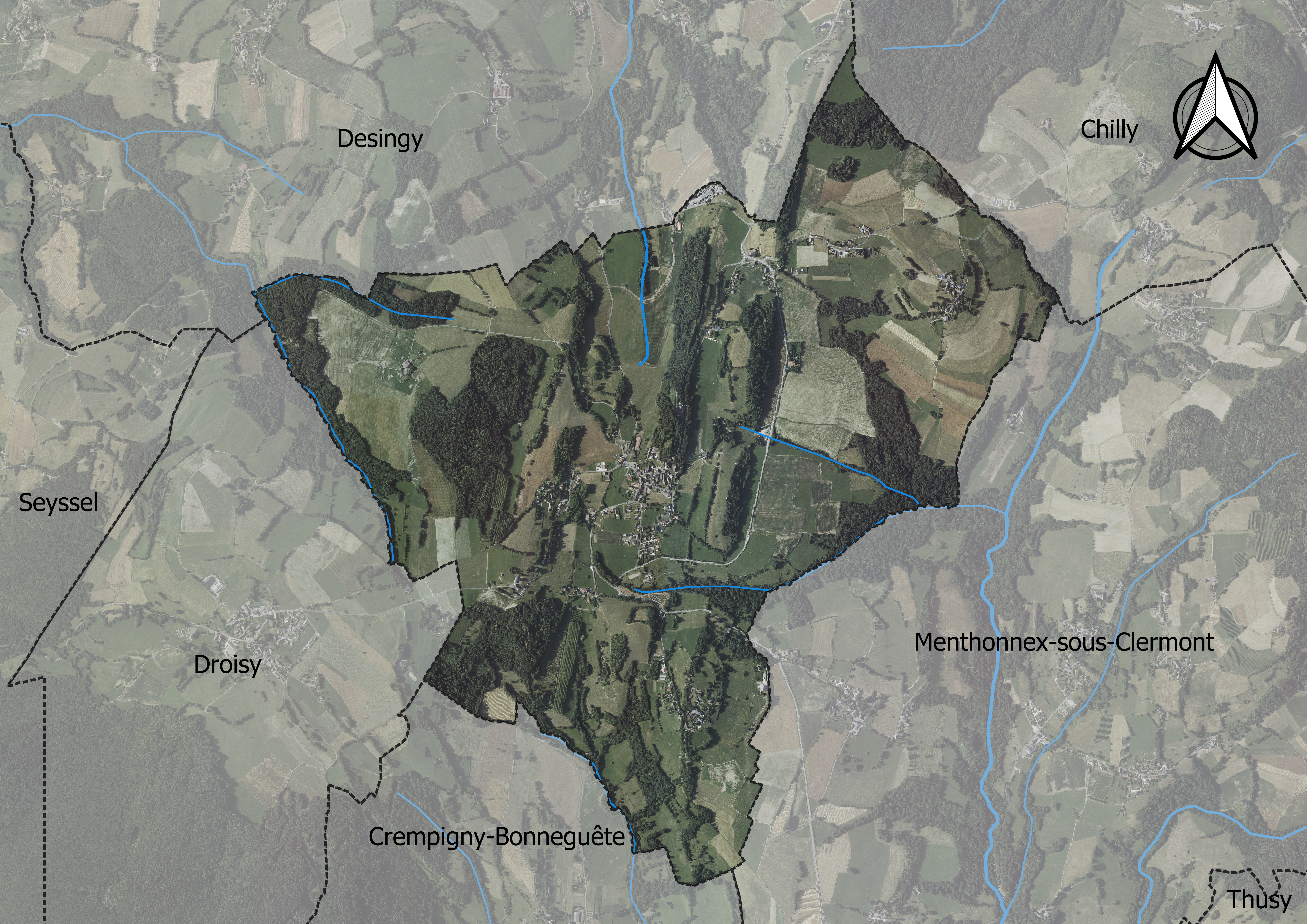
Carte orthophotogrammétrique de la commune.

## Toponymie
La désignation officielle de la commune, dans le Code officiel géographique de l'Insee, est « Clermont ». Toutefois, au niveau local, il est fait usage, jusque dans certaines administrations, de l'appellation d'usage « Clermont-en-Genevois », qui n'a cependant aucun caractère légal.
Le toponyme Clermont signifie le « mont clair », composé du latin clarus, « clair », et de mons, pour « mont »
,.
La première mention du village remonte au milieu du XIIe siècle avec Clarimontis. Au siècle suivant, on trouve les formes Clarmont (1223) et Clarmonz.
En francoprovençal, le nom de la commune s'écrit Klyarmon (graphie de Conflans) ou Cllârmont (ORB).

## Politique et administration

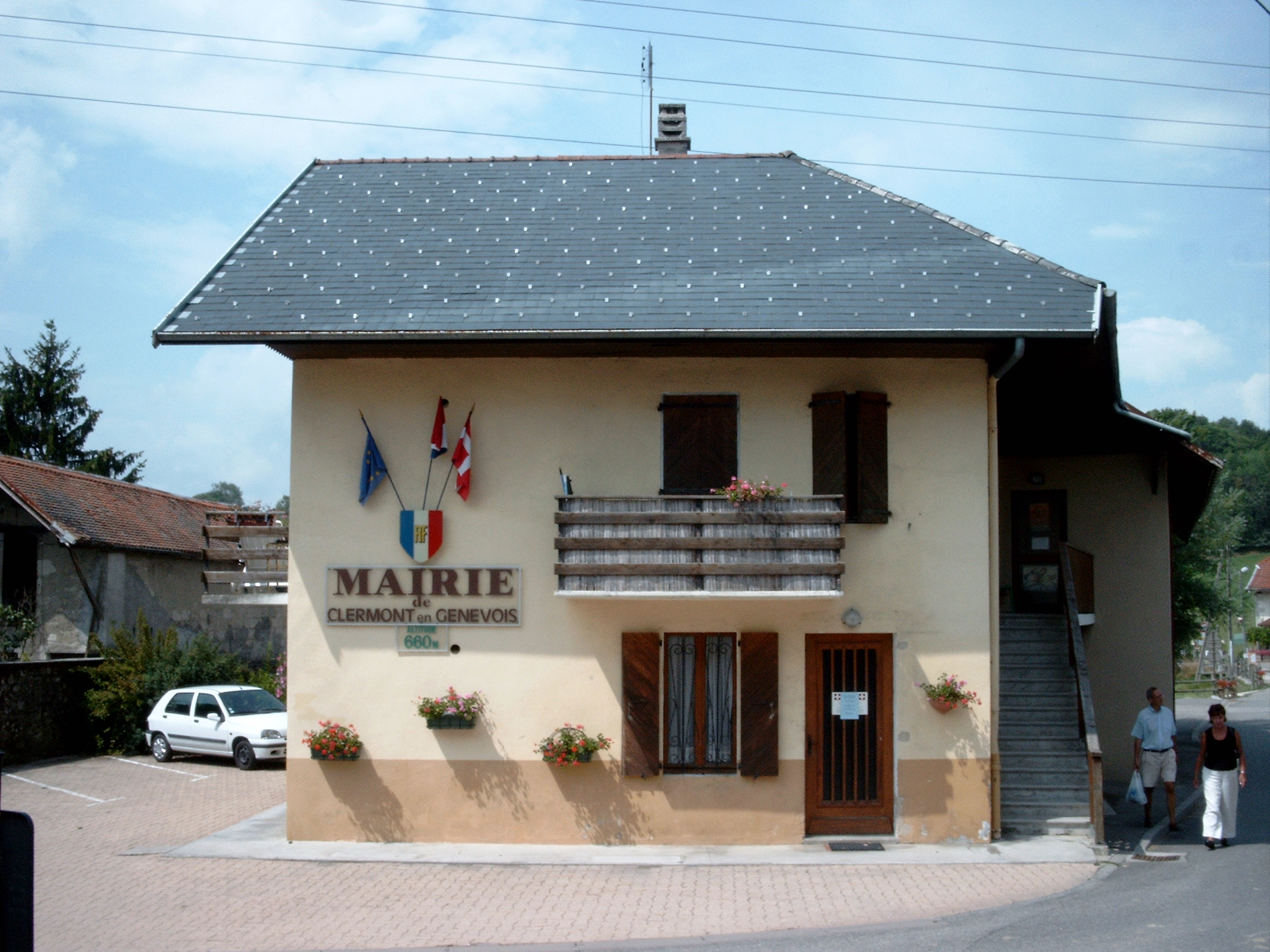
Mairie.

| Période                                  | Période  | Identité           | Étiquette | Qualité |
| ---------------------------------------- | -------- | ------------------ | --------- | ------- |
| avant 1995                               | ?        | Jean Thévenet      |           |         |
| mars 2008                                | En cours | Christian Vermelle | ...       | ...     |
| Les données manquantes sont à compléter. |          |                    |           |         |

## Population et société
Ses habitants sont appelés les Clermontois.

### Démographie
L'évolution du nombre d'habitants est connue à travers les recensements de la population effectués dans la commune depuis 1793. Pour les communes de moins de 10 000 habitants, une enquête de recensement portant sur toute la population est réalisée tous les cinq ans, les populations de référence des années intermédiaires étant quant à elles estimées par interpolation ou extrapolation. Pour la commune, le premier recensement exhaustif entrant dans le cadre du nouveau dispositif a été réalisé en 2007.

En 2022, la commune comptait 449 habitants, en évolution de +9,78 % par rapport à 2016 (Haute-Savoie : +6,01 %, France hors Mayotte : +2,11 %).
| 1793 | 1800 | 1806 | 1822 | 1838 | 1848 | 1858 | 1861 | 1866 |
| ---- | ---- | ---- | ---- | ---- | ---- | ---- | ---- | ---- |
| 247  | 316  | 334  | 380  | 408  | 500  | 496  | 477  | 526  |

| 1872 | 1876 | 1881 | 1886 | 1891 | 1896 | 1901 | 1906 | 1911 |
| ---- | ---- | ---- | ---- | ---- | ---- | ---- | ---- | ---- |
| 535  | 515  | 473  | 490  | 556  | 433  | 405  | 414  | 365  |

| 1921 | 1926 | 1931 | 1936 | 1946 | 1954 | 1962 | 1968 | 1975 |
| ---- | ---- | ---- | ---- | ---- | ---- | ---- | ---- | ---- |
| 330  | 317  | 291  | 274  | 255  | 258  | 240  | 234  | 211  |

| 1982 | 1990 | 1999 | 2006 | 2007 | 2012 | 2017 | 2022 | - |
| ---- | ---- | ---- | ---- | ---- | ---- | ---- | ---- | - |
| 223  | 244  | 331  | 383  | 390  | 414  | 409  | 449  | - |

### Enseignement
La commune de Clermont est située dans l'académie de Grenoble. En 2016, elle administre une école élémentaire, regroupant 43 élèves.

### Médias

#### Radios et télévisions
La commune est couverte par des antennes locales de radios dont France Bleu Pays de Savoie, ODS Radio... Enfin, la chaîne de télévision locale TV8 Mont-Blanc diffuse des émissions sur les pays de Savoie. Régulièrement l'émission La Place du village expose la vie locale du Genevois. France 3 et son décrochage France 3 Alpes, peuvent parfois relater les faits de vie de la commune.

#### Presse et magazines
La presse écrite locale est représentée par des titres comme Le Dauphiné libéré, L'Essor savoyard, Le Messager - édition Genevois, le Courrier savoyard.

## Culture locale et patrimoine

### Lieux et monuments
- Site castral de l'ancien château comtal (XIe – XVIIe siècle)[16].
- Château de Clermont[17], édifié de 1575 à 1580. Il est un bel exemple de l'architecture de style Renaissance. Sa conception était italienne mais les ouvriers étaient savoyards. Il est classé Monument historique depuis 1949. En été, il accueille des expositions temporaires et des spectacles.
- Église Saint-Étienne de Clermont.

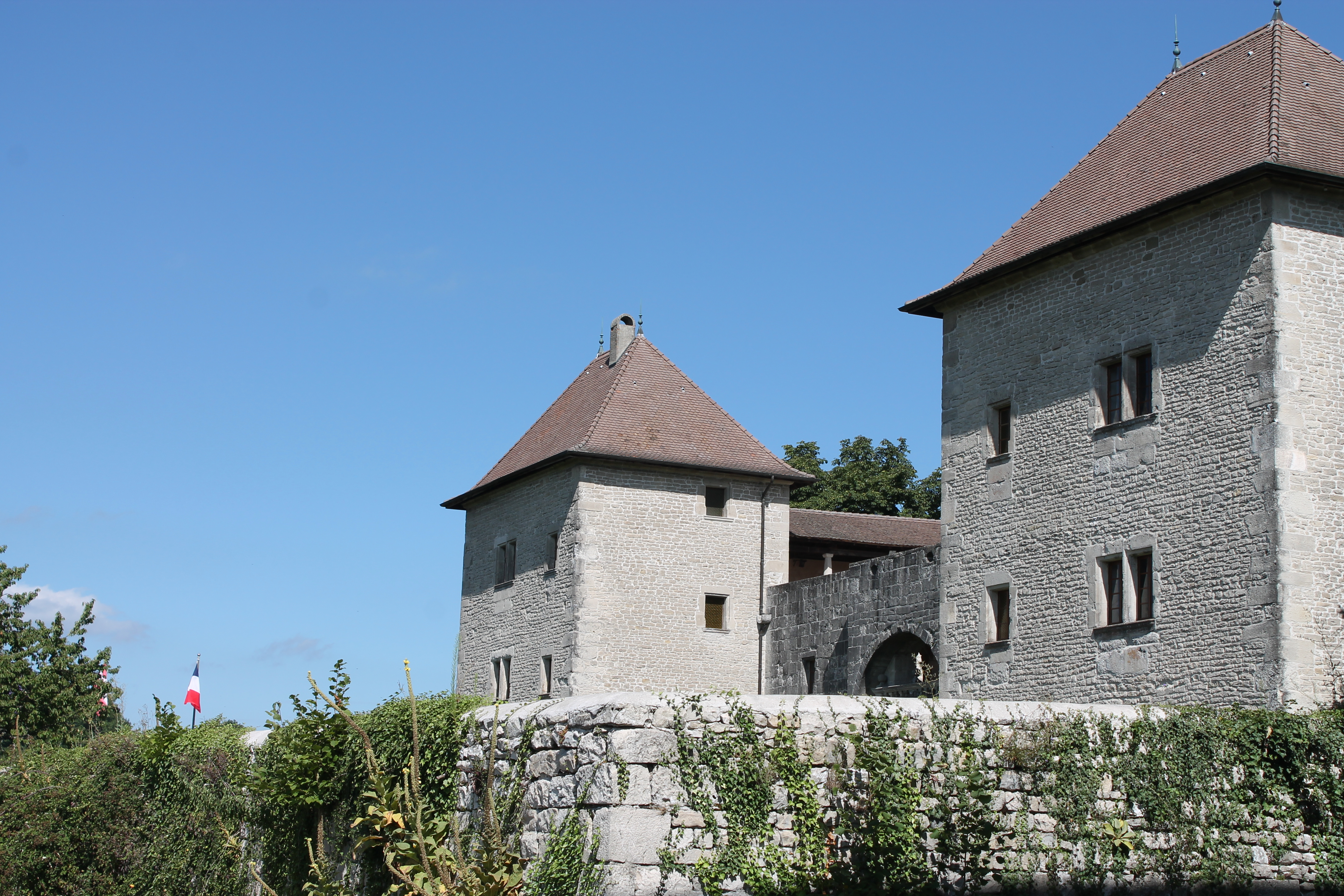
Château de Clermont.
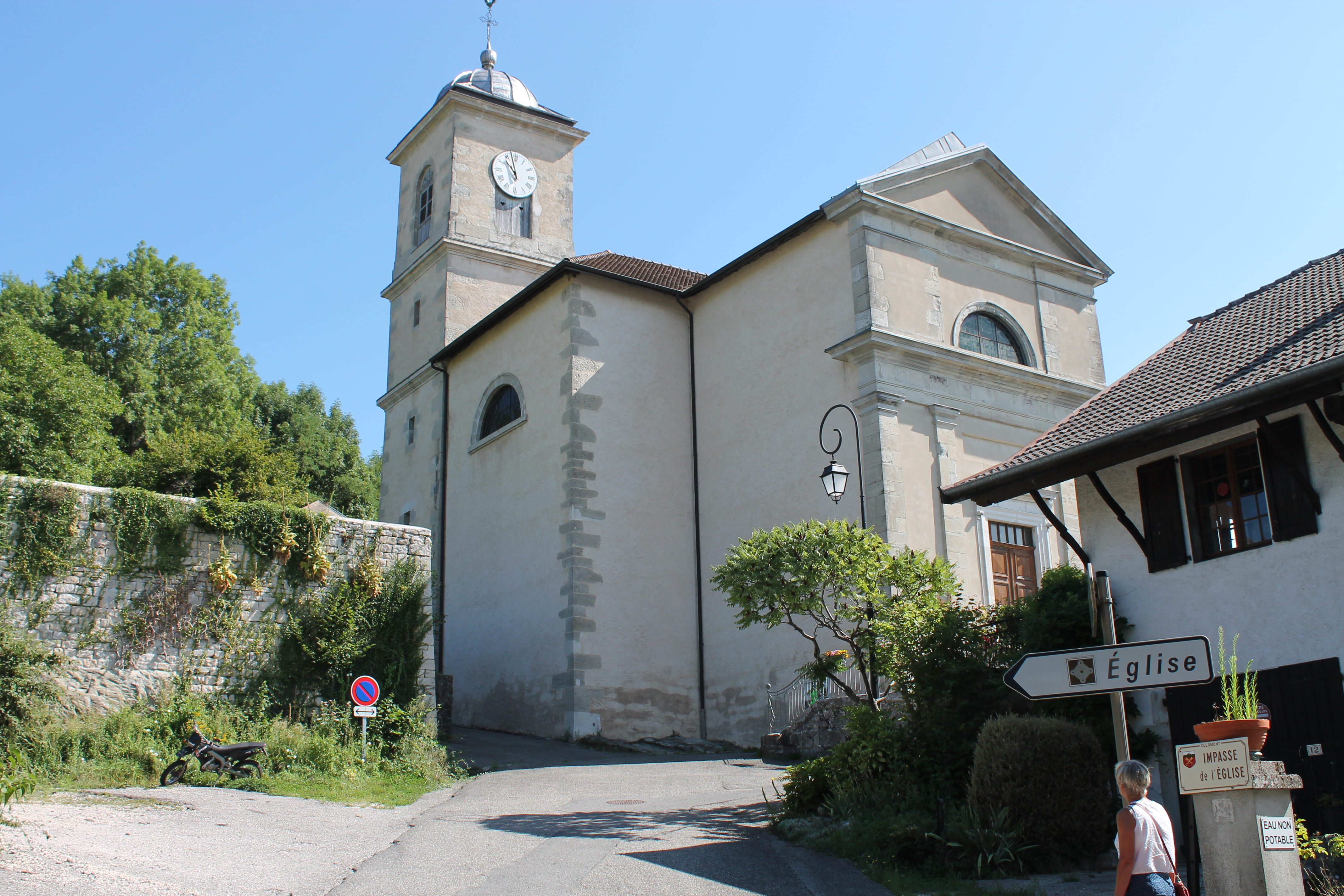
L'église.
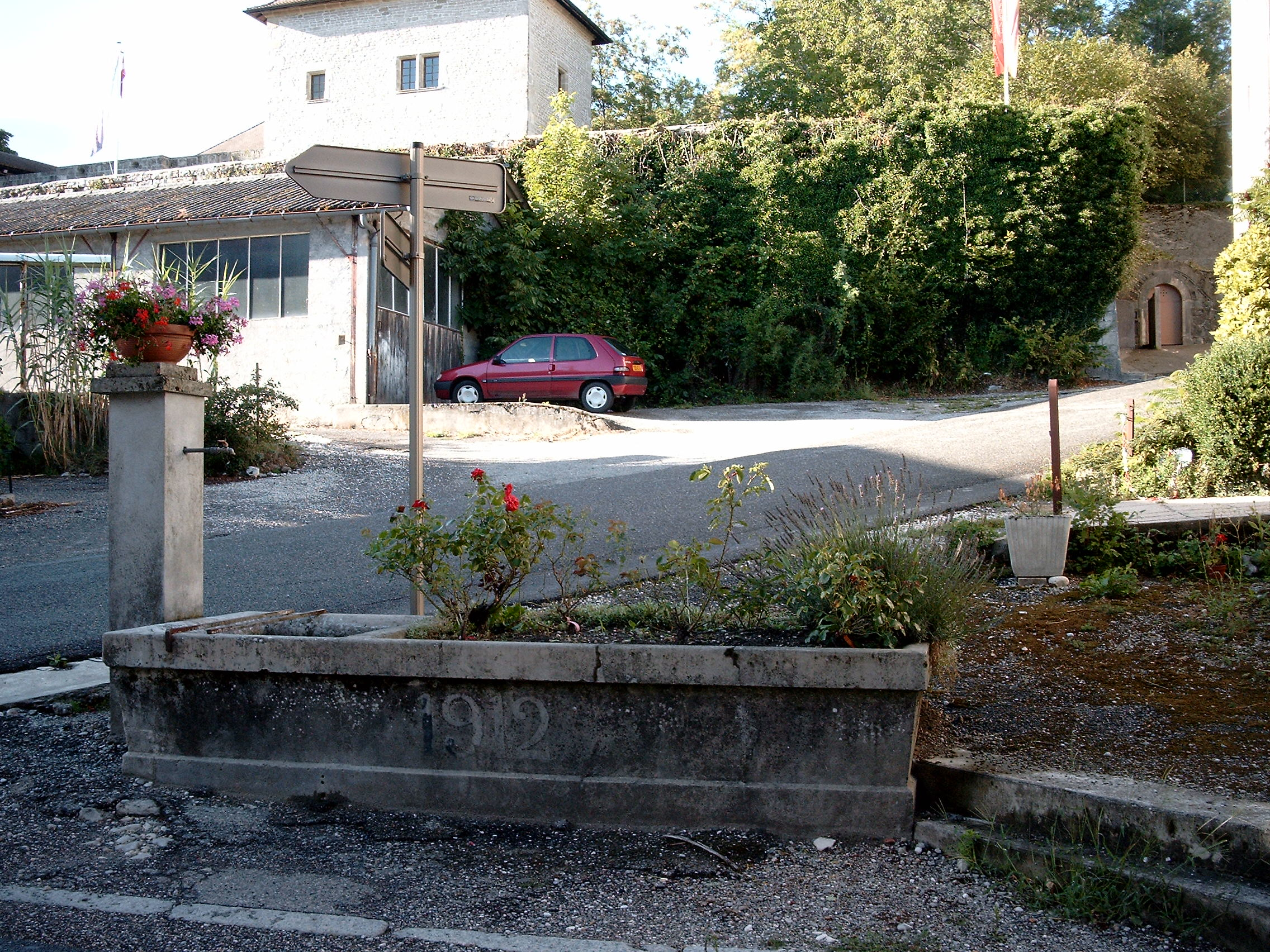
La fontaine du bourg.
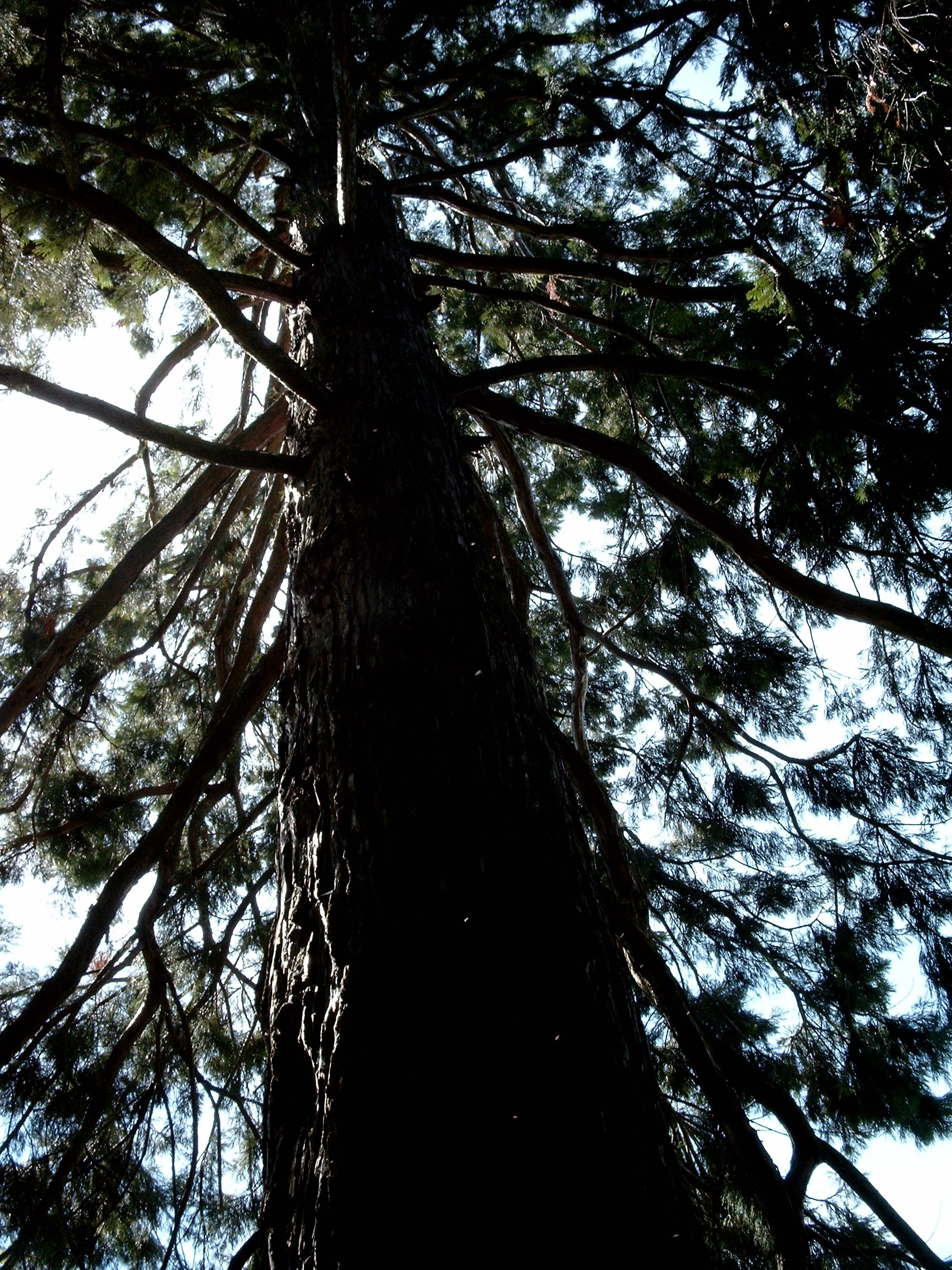
Arbre exotique (20 à 30 mètres de haut) dans les bois du château.
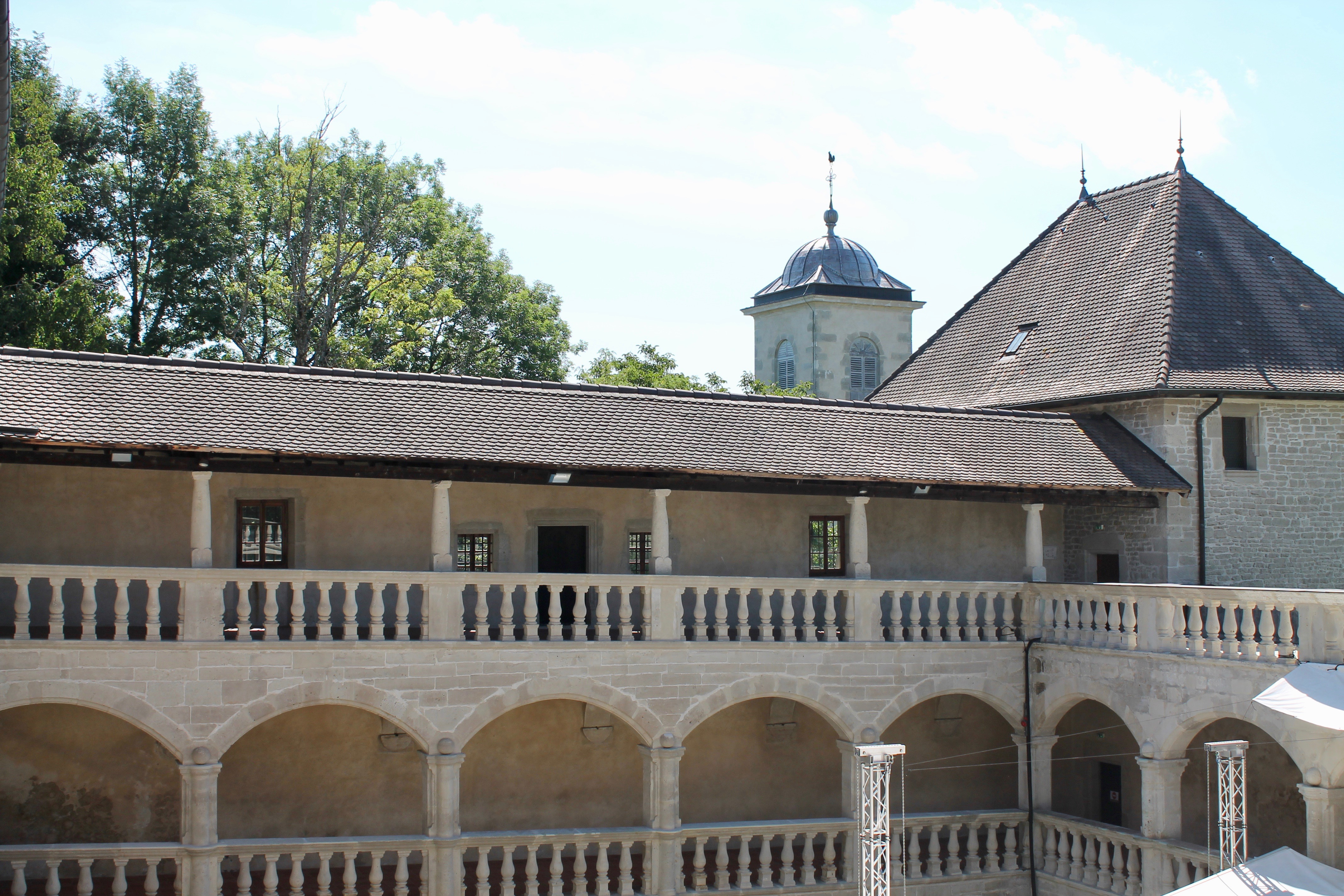
Galeries intérieures du château et clocher de l'église.
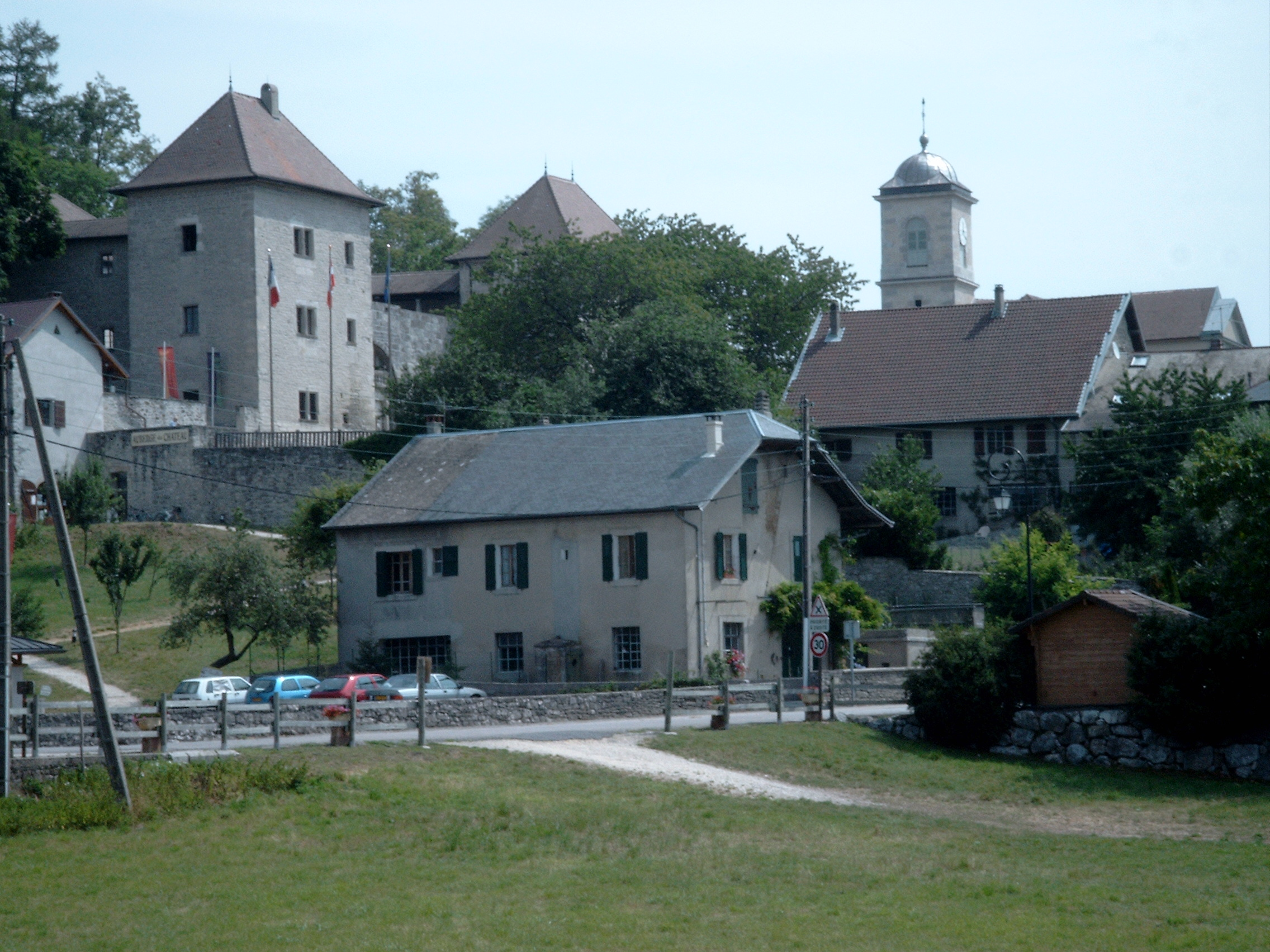
Vue du village d'en bas avec vue sur le château & l'église.
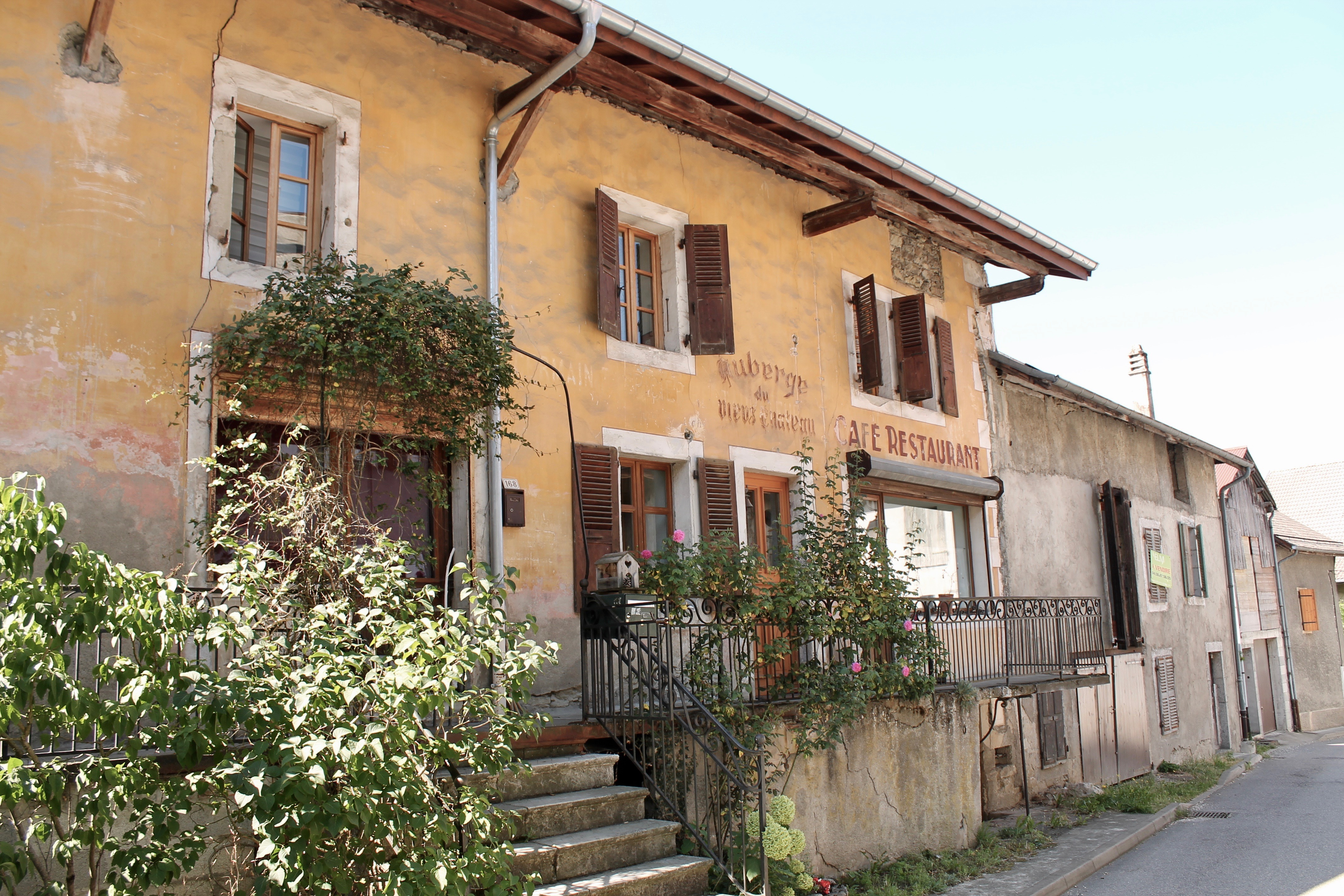
Ancienne auberge du village.
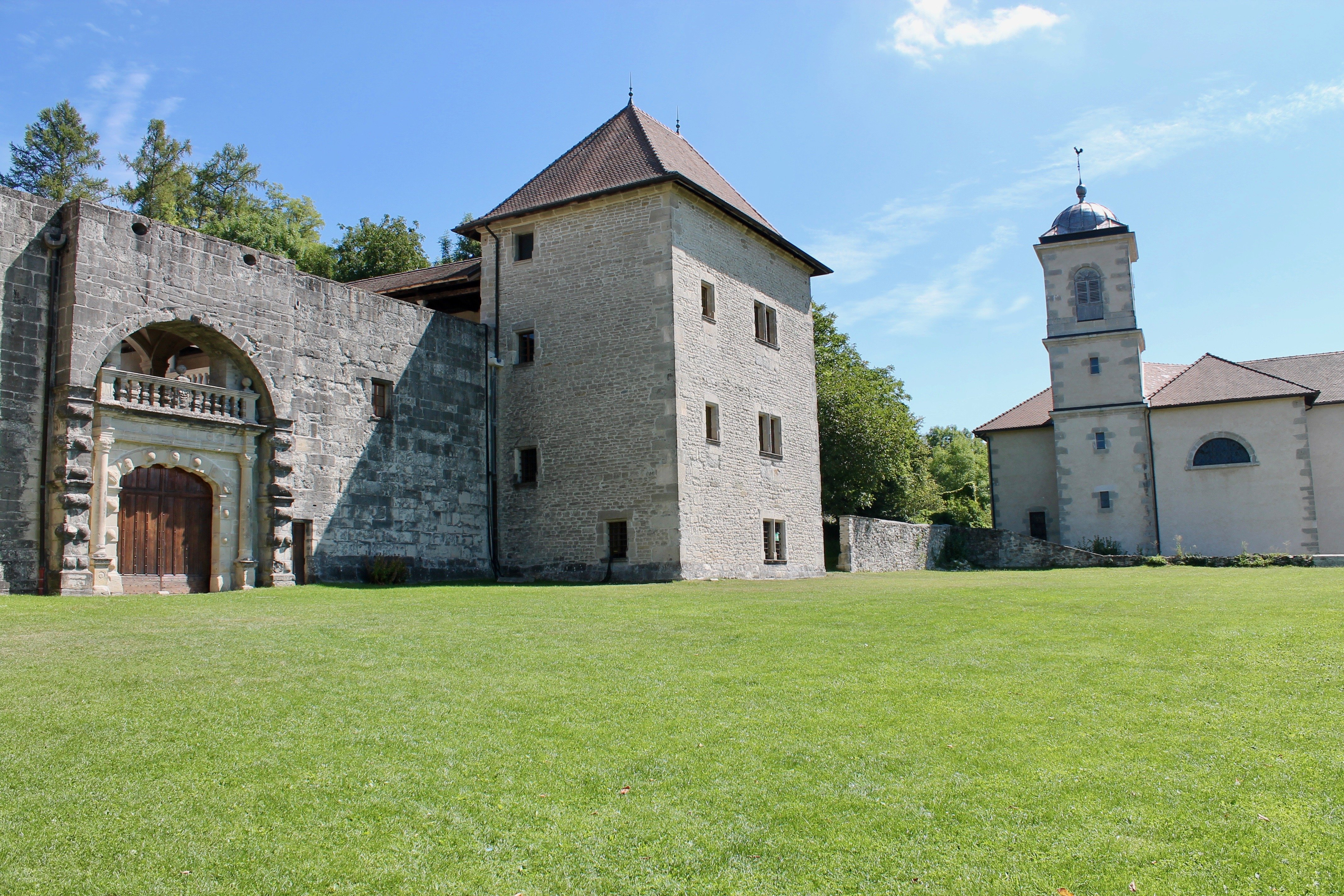
Château et église.
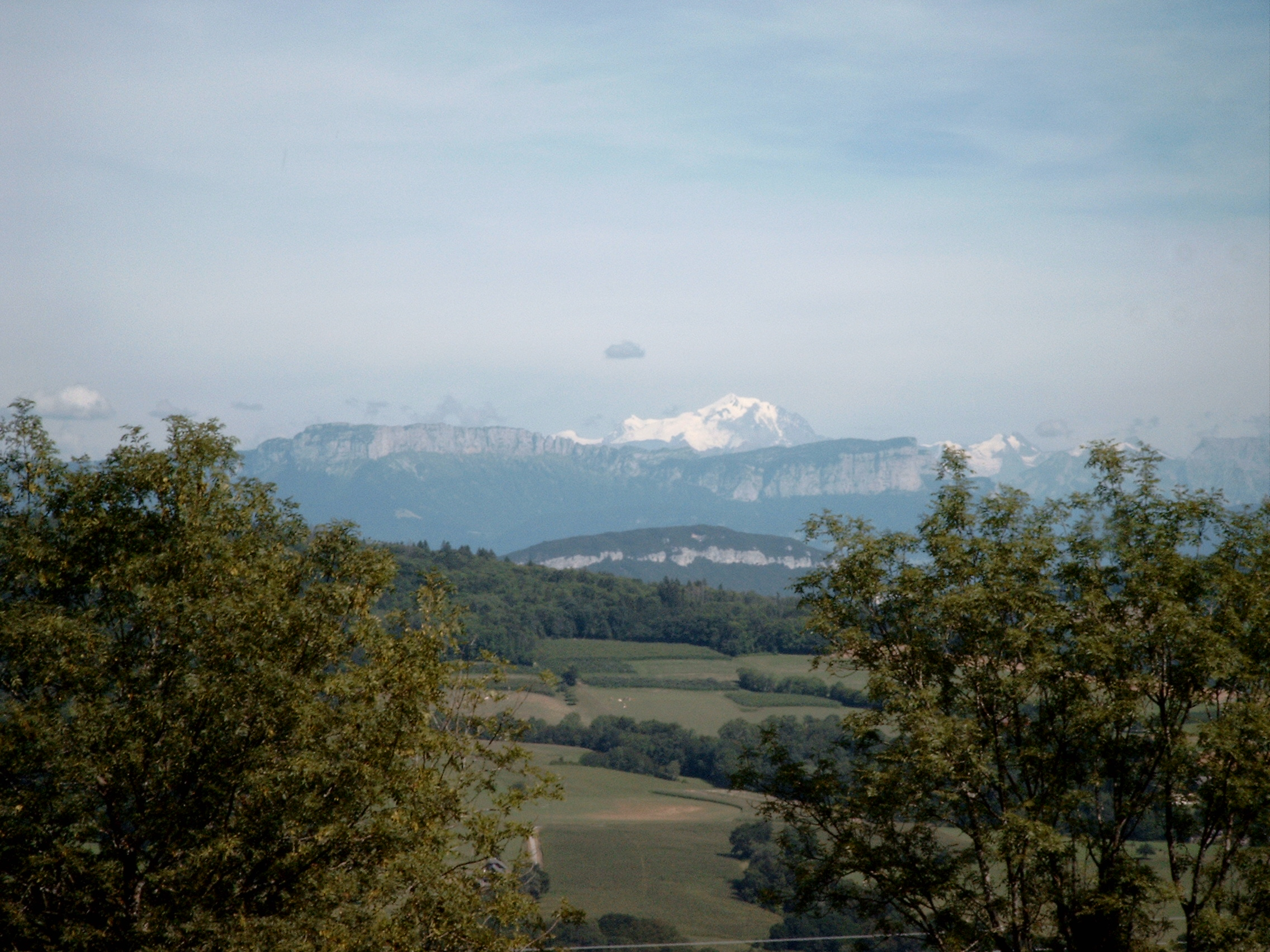
Vue sur le mont Blanc depuis les bois du château de Clermont.

### Personnalités liées à la commune

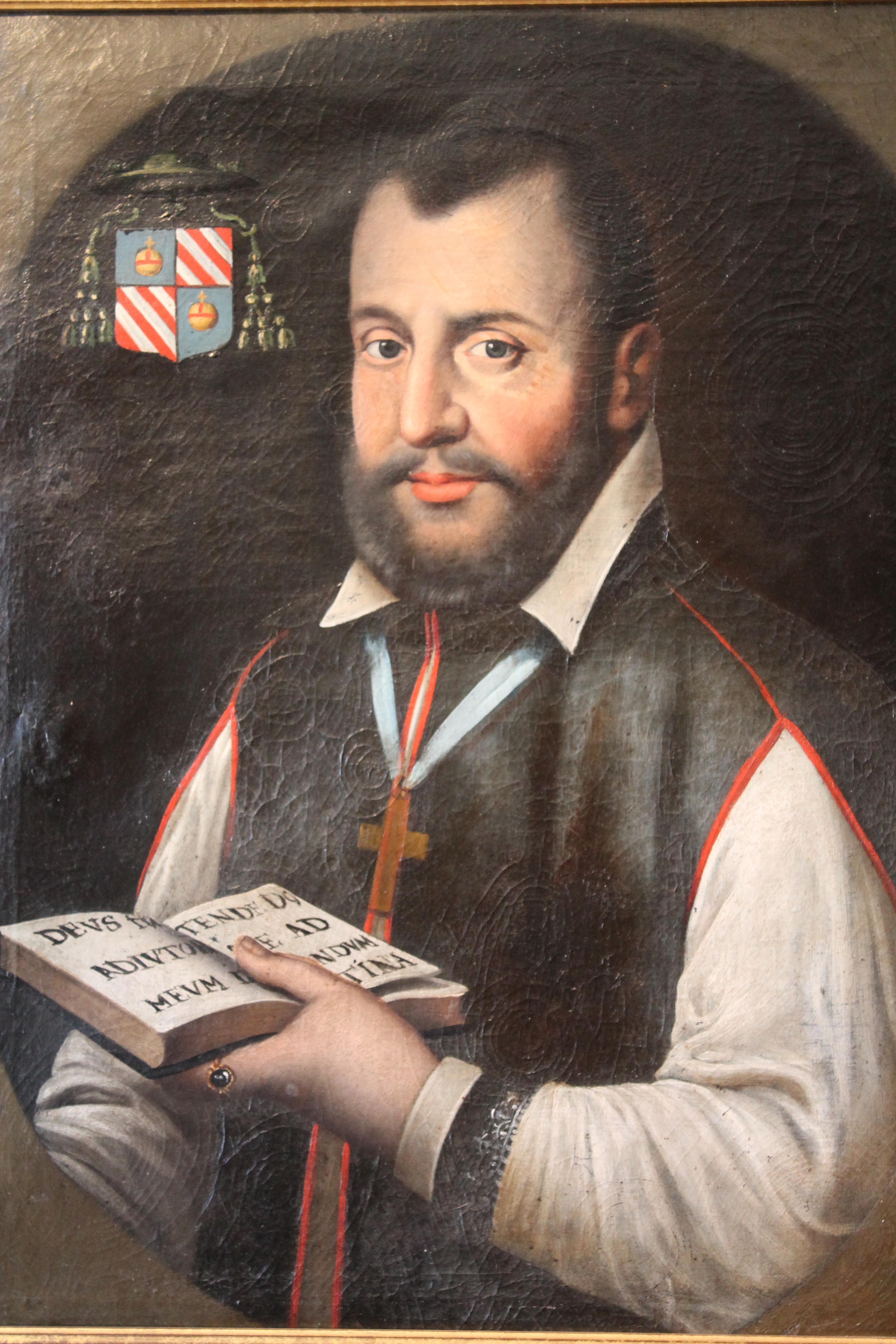
Portrait de Gallois de Regard - Galeazzo Gegald (Regardus).

- Famille de Clermont, seigneur de Mont-Saint-Jean, connue dès 1395[18]. Il s'agit d'une branche cadette de la Maison de Clermont-Tonnerre[19] ;
- Famille de Regard, qui acquiert une noblesse de robe dès 1511 avec Mgr Gallois de Regard (1512-1582), seigneur de Morgenex et évêque de Bagnoréa (Bagnoregio dans le Latium)[18]. Il fait bâtir le château de Clermont en 1582[18], ainsi qu'un hôtel particulier dans Annecy (Hôtel Bagnorea)[20]. Son père était notaire à Clermont-en-Genevois[20].
- Fernand Thévenet (1910-2001), résistant, Compagnon de la Libération.

### Héraldique
| Armes de Clermont | Les armes de Clermont se blasonnent ainsi : De gueules à deux clés d'or passées en sautoir (de Clermont), au chef d'argent chargé d'un mont de trois coupeaux de sinople. La première partie des armes reprennent celui de la famille de Clermont-Mont-Saint-Jean (branche de la Maison de Clermont-Tonnerre). |

Au XVIIe siècle, les armes du mandement de Clermont se blasonnaient ainsi : une clef d'or en champ de gueules avec une truffe au-dessous de la clef.